# العرجي
أَبُو عُمَرَ عَبْدُ اَللَّهِ بْنُ عُمَرَ بْنِ عَمْرِو بْنِ عُثْمَانَ بْنِ عَفَّانَ اَلْأُمَوِيُّ اَلْعَرْجِيُّ (؟؟ - نحو 120 هـ / ؟؟ - نحو 838 م)، شاعر الغزل الصريح ينحو نحوَ عُمَرَ بْنِ أبي ربيعةَ، كان يقيم بالعَرْج من وُديان الطائف، صحب في شبابه مسلمة بن عبد الملك في حروبه بأرض الروم ثم عاش للهو والصيد. وجاء في كتاب الموجز في الشعر العربي صفحة 170 و171 للسيد فالح الحجية أنه تغزل بنساء كثيرات ويتميز شعره بوضوح العبارة وسهولة اللفظ ويغلب عليه سرد القصص والحكايات الغرامية ومطارة النساء ومن شعره:

## وفاته
اتهمه والي مكة – وكان خصما له – في دم، فعذبه وحبسه فمات في سجنه.
وتذكر بعض المصادر أنه تغزل في أم إسماعيل خال الخليفة هشام بن عبد الملك فسجنه وعذبه ثم قتله وكان ذلك في عهد هشام فدب الذعر في نفوس الشعراء جرير والفرزدق وغيرهم فكفوا عن الشعر فترة.